# Aske (EP)
Aske è l'unico EP di Burzum. Venne originariamente pubblicato nel 1993 dall'etichetta Deathlike Silence Productions di proprietà del leader dei Mayhem, Euronymous.
Non fu mai ufficialmente ristampato in versione originale, ma venne pubblicato come Burzum/Aske su Misanthropy Records nel 1995, abbinato all'album di debutto di Burzum. In questa edizione, la copertina dell'EP è stata stampata su un piccolo adesivo e può anche essere vista sull'etichetta del CD.

## Il disco

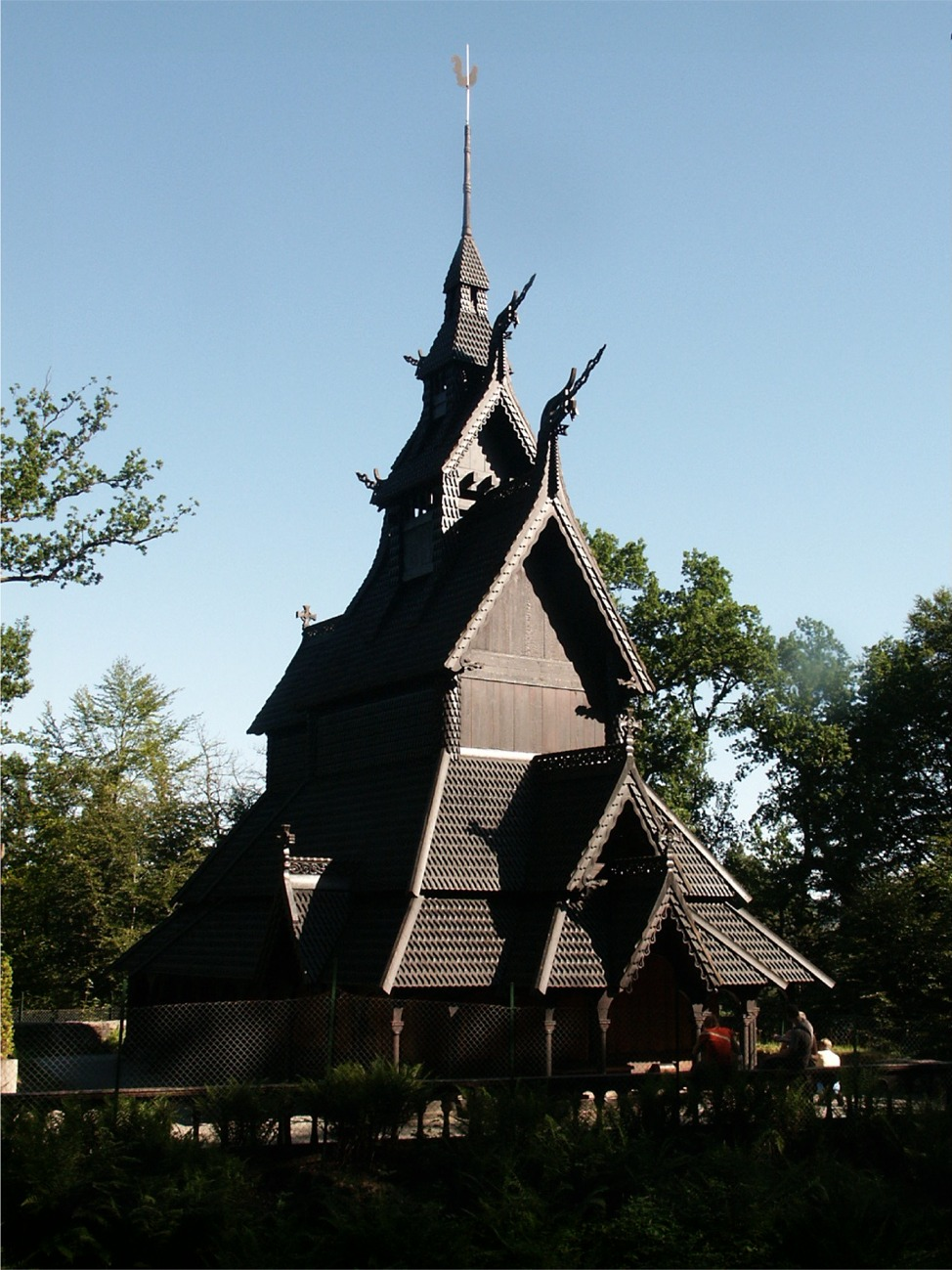
La stavkirke di Fantoft a Bergen nel 2006. La notte del 6 giugno 1992 rimase distrutta nel corso di un incendio doloso.

Aske (in norvegese: ceneri) è celebre soprattutto per la sua copertina raffigurante lo scheletro (sono integre solo le travi portanti) dell'incendiata stavkirke di Fantoft, una chiesa risalente al 1150. Varg Vikernes affermò di aver scattato personalmente questa foto (nonché di essere l'autore del rogo) ma non è mai stato verificato se ciò corrispondesse al vero. Secondo il sito web ufficiale di Burzum, la foto sarebbe stata scattata da Are Mundal. In un'intervista del 2019, Mundal dichiarò che Vikernes, suo vecchio amico, gli chiese di visitare il sito dove sorgeva la chiesa poco tempo dopo il rogo e di scattare qualche foto, una delle quali divenne la copertina dell'EP. Anche Mundal fu inizialmente sospettato di essere l'autore dell'incendio, ma in seguito venne prosciolto da ogni accusa.
Il basso in due delle tre tracce su disco fu suonato da Samoth degli Emperor.
Un nastro demo originariamente intitolato Inn I Drømmens Slott (tradotto dal norvegese: "Nel castello dei sogni") fu prodotto da Varg e diffuso da lui e Samoth, con l'intento di farlo uscire per l'etichetta di proprietà di Vikernes chiamata "Burz-Nazg Prod" (successivamente Cymophane) prima che fosse acquisito dalla Deathlike Silence. Le prime mille copie di Aske furono vendute assieme a un accendino zippo raffigurante la stessa foto dell'EP, creando un certo scompiglio. Aske venne successivamente ristampato, unendolo assieme al debut album Burzum, dalla Misanthropy Records.
Il disco venne prodotto in vinile e in CD entrambi limitati a 1,000 copie ciascuno per la Deathlike Silence Productions.
Sul retro della copertina c'è una foto sbarrata di Anton Szandor LaVey, odiato nella scena black metal norvegese, insieme alla scritta "no fun, no core, no mosh, no trend".

### Stile e contenuto
Le canzoni sono molto ripetitive e semplici. La voce è composta unicamente da agghiaccianti urla prolungate, che spesso imitano il ritmo dei riff. I riff in questione sono costituiti principalmente da power chords.
Stemmen fra tårnet è un pezzo di black metal veloce che consiste in un riff monotono e termina bruscamente. È l'unica canzone dell'EP pubblicata in lingua norvegese, e il testo si ispira al romanzo Il Signore degli Anelli. Dominus Sathanas è un breve pezzo strumentale che viene suonato con calma su una chitarra. In questo brano è possibile sentire dei sussurri sommessi fino a quando un urlo rompe il silenzio. A Lost Forgotten Sad Spirit, una nuova registrazione di un brano dell'album di debutto Burzum, segna la fine del disco. Con quasi 11 minuti di durata, è la traccia più lunga sull'EP e dura più della prima versione. Per ottenere questo effetto, il pezzo venne registrato ad un ritmo lento, con pochi cambiamenti di ritmo e in gran parte basato sullo stesso riff.
Dopo che Vikernes si allontanò dal satanismo dandosi invece all'estremismo di destra e al neo-paganesimo, egli cercò di reinterpretare i suoi testi precedenti alla luce della mitologia norrena e negò le tendenze sataniche:
(Varg Vikernes)

## Tracce
1. Stemmen fra tårnet – 6:09
2. Dominus Sathanas – 3:02
3. A Lost Forgotten Sad Spirit – 10:51

## Formazione
- Count Grishnackh – voce, chitarra, batteria, basso (traccia 2), produzione
- Samoth – basso (tracce 1, 3)
- Pytten – produzione